# Santiago de Veraguas
Santiago de Veraguas è una città del Panama, capoluogo della Provincia di Veraguas. Santiago si trova nel sud della provincia, vicino al confine con la Provincia di Herrera. Nel 1941 la città contava 60.059 abitanti. Nel dicembre del 2008 la città ne contava circa 75.000. Dista 248 km dalla capitale.

## Storia
È una delle città più antiche del paese.

## Amministrazione

### Gemellaggi
La città è gemellata con:
- Santiago de Compostela
- Santiago del Cile
- Santiago di Cuba
- Santiago de Querétaro
- Santiago del Estero
- Santiago de Cali